# جان كلود رويز
جان كلود رويز (بالفرنسية: Jean-Claude Ruiz)‏ (30 نوفمبر 1954 - ) هو ملاكم فرنسي. شارك في بطولة العالم لملاكمة الهواة 1978 ‏ وملاكمة في الألعاب الأولمبية الصيفية 1976 ‏.

## وصلات خارجية
- جان كلود رويز على موقع اللجنة الأولمبية الدولية (الإنجليزية)
- جان كلود رويز على موقع أوليمبيديا (الإنجليزية)